# James Dean
James Byron Dean, ameriški igralec, * 8. februar 1931, Marion, Indiana, Združene države Amerike, † 30. september 1955, Cholame, Kalifornija.
Velja za simbol najstniške odtujenosti in razočaranja nad svetom, kar ponazarja naslov njegovega najbolj znanega filma, Upornik brez razloga (1955), v katerem je zaigral mladoletnega delikventa Jima Starka. Znan je tudi po vlogah samotarja Cala Traska v Vzhodno od raja (1955) in čemernega delavca na ranču Jetta Rinka v filmu Velikan (1956).
Zasebno se je navduševal nad avtomobilističnim dirkanjem, 30. septembra 1955 je na poti na dirko umrl v prometni nesreči. Nato je postal prvi igralec, ki je posthumno prejel nominacijo za oskarja, za vlogo v Vzhodno od raja. Leto kasneje je bil nominiran še za vlogo v Velikanu, s čimer je vse do danes edini igralec z dvema posthumnima nominacijama za igro.

## Filmografija
| Leto | Naslov                                       | Vloga                | Režiser        | Opombe |
| ---- | -------------------------------------------- | -------------------- | -------------- | --- |
| 1951 | Fixed Bayonets!                              | Doggie               | Samuel Fuller  | nepodpisan |
| 1952 | Sailor Beware                                | trener boksa         | Hal Walker     | nepodpisan |
| 1952 | Deadline – U.S.A.                            | pomočnik v redakciji | Richard Brooks | nepodpisan |
| 1952 | Has Anybody Seen My Gal?                     | mladenič             | Douglas Sirk   | nepodpisan |
| 1953 | Trouble Along the Way                        | gledalec             | Michael Curtiz | nepodpisan |
| 1955 | Vzhodno od raja (East of Eden)               | Cal Trask            | Elia Kazan     | zlati globus za posebne dosežke za najboljšega dramskega igralca nominacija – oskar za najboljšega igralca nominacija – nagrada Bafte za najboljšega tujega igralca |
| 1955 | Upornik brez razloga (Rebel Without a Cause) | Jim Stark            | Nicholas Ray   | nominacija – nagrada Bafte za najboljšega tujega igralca |
| 1956 | Velikan (Giant)                              | Jett Rink            | George Stevens | nominacija – oskar za najboljšega igralca |